# Kalamos
La isla de Kalamos (en griego: Κάλαμος, conocida en la Antigüedad como Karnos, Καρνος), es una pequeña y montañosa isla griega del mar Jónico. Tiene una población permanente de cerca de 500 personas (496 en el censo de 2011), que aumenta considerablemente en el verano por los turistas y por los emigrados que vuelven por vacaciones. Tiene una superficie de 25 km² y su punto más alto es el monte Vouno, de 754 m sobre el nivel del mar. Los únicos dos pueblos en la isla son Kalamos y Episkopi.
Administrativamente, la isla de Kalamos es una comunidad en la prefectura de Léucade. Kalamos significa caña en griego.

## Geografía

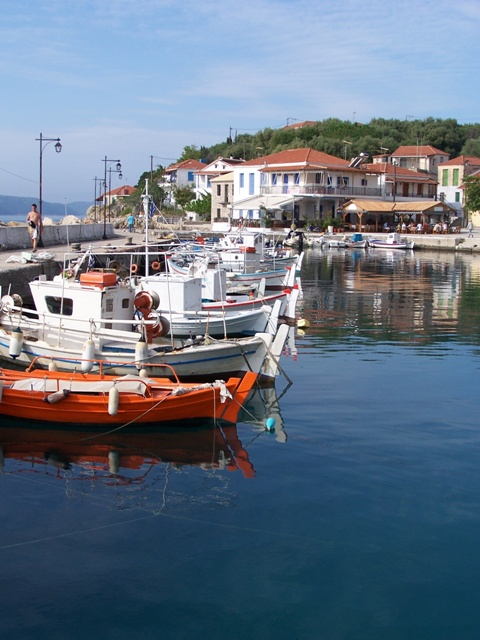
Puerto de Kalamos

La isla tiene unos once kilómetros de largo y hasta cuatro de ancho y una superficie de más de 25 kilómetros cuadrados. Se encuentra al este de las islas Léucade y Meganisi y está separada por unos dos kilómetros de la parte continental.
El principal asentamiento en la isla es la ciudad portuaria de Kalamos (454 hab.), en la costa este de la isla. Desde aquí un servicio regular de ferry conecta la isla con Mytikas (μυθιkας) en el continente. Episkopi (42 hab.), en la costa norte, es el otro único pueblo habitado en la isla.

## Flora y fauna
La característica general de esta isla son los bosques de pinos que se encuentran principalmente en la parte norte. Algunas variedades se encuentran exclusivamente en Kalamos. En particular, las bajas laderas de las montañas de la isla están densamente arboladas. La isla está situada geográficamente en el centro del área marina protegida del interior de las Islas Jónicas, la zona marina protegida más grande de Grecia.

## Historia
La isla según la mitología formó parte del reino de Ulises. Fue colonizada por los corintios y más tarde por los jonios. Posteriormente fue invadida por los romanos y en el 1081 pasó al Imperio Bizantino. De 1386 a 1797 perteneció a Venecia y más tarde a Francia hasta principios del siglo XIX, en que quedó sometida a Rusia. De 1814 a 1864, en que la recuperó Grecia, formó parte del protectorado británico. Durante la II Guerra Mundial fue ocupada por fuerzas italianas y alemanas.
El pueblo de Kefali, también conocido por su nombre de Porto Leone por los venecianos que exploraron la isla, fue abandonado a raíz del terremoto de 1953, que destruyó el suministro de agua, pero su iglesia todavía está en uso y aún alberga la imagen sagrada de la virgen María, que también se considera como milagrera. La iglesia y la imagen son veneradas dos veces al año (una el 30 de junio y la otra el 15 de agosto). La celebración religiosa en esos días está precedida y seguida por celebraciones tradicionales con música popular, asiste gente de la isla y de toda la zona de los alrededores .
A principios de 1990, el sistema de agua fue reconstruido y ahora todos los hogares tienen agua corriente. Además, en los últimos años, todos los senderos que anteriormente estaban abandonados se han renovado con piedra o pavimento.
Kalamos, que una vez fue una isla remota, sin electricidad ni un sistema de agua adecuado, ahora tiene todas las comodidades de la parte continental. Su Liceo más cercano (escuela primaria) y el Gimnasio (instituto de secundaria) está en la prefectura de Etolia-Acarnania pero la mayoría de sus estudiantes acuden a los de Nidrí, en la isla de Léucade.

## Población
| Año  | Población de la isla | Incremento  |
| ---- | -------------------- | ----------- |
| 1981 | 454                  | -           |
| 1991 | 465                  | +11/+2.42%  |
| 2001 | 543                  | +78/+16.77% |
| 2011 | 496                  | -47/-9.47%  |

## Turismo

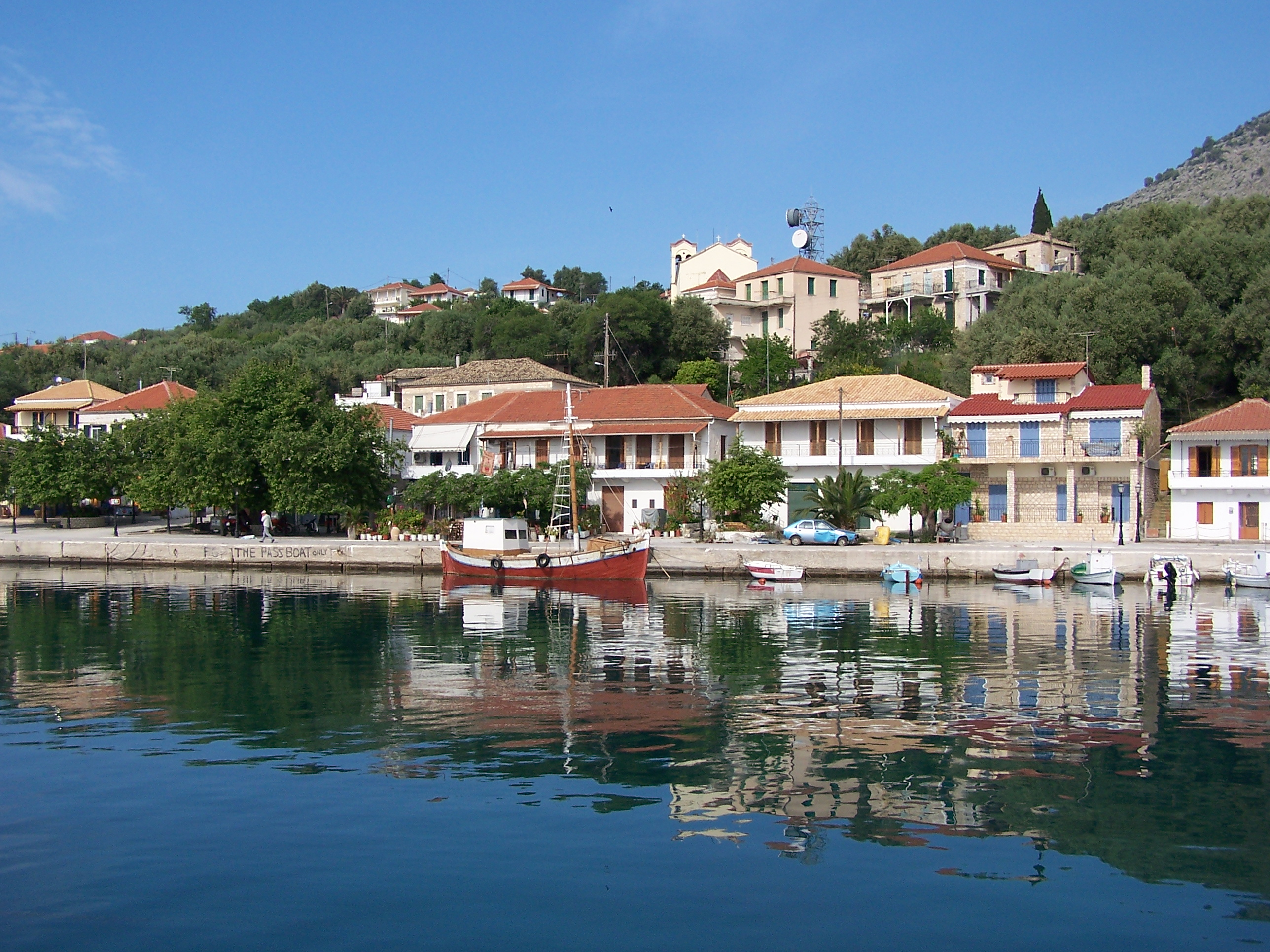
Pueblo de Kalamos

El turismo en Kalamos no está tan bien desarrollado como en el resto de las Islas Jónicas que son más conocidas. Los paquetes turísticos son todavía desconocidos pero existen cada vez más alojamientos privados para clientes.
En los viajes se ofrecen visitas a las aguas que rodean Kalamos donde viven numerosos delfines.
En los meses de verano un servicio regular de ferry une la isla con el puerto de Mitikas en el continente.